# دانشکده دامپزشکی دانشگاه تهران
دانشکده دامپزشکی دانشگاه تهران یکی از دانشکده‌های دانشگاه تهران است که به تربیت دانشجوی دکتری حرفه‌ای، دکتری تخصصی و دستیاری تخصصی دامپزشکی می‌پردازد.

## تاریخچه
در مهر ۱۳۱۱ مدرسه عالی بیطاری افتتاح شد و این مدرسه در سال ۱۳۱۶ به دانشکده دامپزشکی تغییر نام داد و از سال ۱۳۲۴ به دانشگاه تهران ملحق شد. ساختمان فعلی این دانشکده، در خیابان آزادی، در سال ۱۳۳۹ گشایش یافت. دکتر مرتضی گلسرخی، کفیل وقت مؤسسه دفع آفات حیوانی، در اردیبهشت ۱۳۰۶ طی نامه‌ای به اداره کل فلاحت لزوم تأسیس مؤسسه عالی بیطاری را یادآور شده و می‌نویسد: مدرسه بیطاری از بدو شروع بایستی کامل بوده و پرگرام آن موافق پرگرام مدارس عالیه اروپا و آمریکا باشد. وی نظامنامه‌ای موافق آنچه در مدرسه لیون فرانسه موجود بود تدوین نموده و به اداره مزبور تقدیم نمود؛ ولی در سال ۱۳۰۸، وزارت قشون تصمیم به ایجاد مدرسه عالی دامپزشکی گرفته، که وزارت فلاحت در این خصوص با وزارت قشون موافقت نداشت.
شادوران، دکتر حامدی، که در آن وقت در پاریس، سال چهارم و سال آخر مدرسه دامپزشکی «آلفور» را می‌گذرانید از موضوع با خبر شده و طی نامه‌ای چنین می‌نویسد: وظیفه وزارت قشون تأسیس مدرسه دامپزشکی نبوده و پیش از گشایش آن باید بودجه ساختمان، استادان، آزمایشگاه‌ها و … فراهم گردد. اگر بنا باشد اعتبارات کافی تفویض نگردد، بهتر آنست که از تأسیس ناقص چنین مدرسه‌ای صرفنظر شده و مبلغ را صرف فرستادن چند نفر محصل قابل به اروپا نماید که در مدارس عالی آنجا تحصیل کرده، به مملکت مراجعت نمایند.
دکتر حسن تاج بخش در کتاب تاریخ دامپزشکی خود می‌نویسد: ای کاش امروز نیز به جای احداث پی‌در پی دانشکده‌ها به تهیه مقدمات لازم می‌پرداختند)
مع‌الاسف به دلیل مخارج زیاد، تأسیس دانشکده به تأخیر افتاد تا در سال ۱۳۱۱، وزارت قشون با کمک وزارت فلاحت تصمیم جدی به شروع مقدمات کار می‌گیرند. با توجه به گرایش زعماء وقت تهران به کشور آلمان، به سفارت ایران در آلمان چنین نوشته می‌شود: متمنی است مقرر فرمائید ۷ نفر دکتر بیطار آلمانی که مخصوصاً در خصوص امراض گاو و گوسفند متخصص بوده و علاوه بر تحصیلات، اقلاً ۳ سال سابقه عملیاتی داشته باشند با احتساب حقوق و مخارج معرفی شده تا هر چه سریعتر جهت استخدام آن‌ها اقدام شود.
ایرانی‌ها در پی جستجو در وزارت خارجه آلمان و دانشکده دامپزشکی «برلن» در نامه‌ای می‌نگارند: دکتران بیطار آلمانی در کشور خود ارج و قرب زیادی دارند و چندان زیاد نیستند، حقوقشان ۱۰۰–۸۰۰ مارک است و به حقوق کم قانع نیستند. اگر چه این مبلغ زیاد نیست ولی با تنزل پول ایران گزاف می‌نماید. سرانجام پروفسور «دامن» استخدام شده که یک سال بعد به ریاست دانشکده دامپزشکی گمارده شد و سپس پروفسور «لوئی» و «گرو» نیز به او پیوستند. در مهرماه ۱۳۱۱ یعنی ۲ سال قبل از تأسیس دانشگاه تهران در زمان صمصام‌الملک دانشکده دامپزشکی در باغ دلگشا تأسیس شد و حدود ۱۶ نفر دکتر بیطار از فرانسه، آلمان و مجارستان برای ۳ سال استخدام شدند و حقوق سالیانه ۴۷۵ سکه طلا به آن‌ها پرداخت شد.

## مراکز آموزشی و پژوهشی
بیمارستان آموزشی و پژوهشی مردآباد کرج شامل بخش‌های زیر است:
- بخش بیماری‌های درونی دامهای بزرگ
- بخش مامایی و بیماری‌های تولید مثل
- بخش جراحی و رادیولوژی
- بخش بیماری‌های طیور
- بخش کلینیکال پاتولوژی (شامل آزمایشگاه‌های بیوشیمی، ویروس‌شناسی، باکتری‌شناسی، هماتولوژی)
- بخش کالبد گشایی

آزمایشگاه تحقیقاتی لپتوسپیروز که با همکاری پروفسور Ellis و مرکز آزمایشگاه رفرانس سازمان بهداشت جهانی در سال ۱۳۷۹ رسماً آغاز به فعالیت نمود.
بیمارستان دام‌های کوچک که واقع در خیابان دکتر قریب است.

## دانش‌آموختگان
فهرست برخی از این دانش‌آموختگان برجسته در زیر آمده‌است:
- احمد شیمی، میکروب‌شناس و استاد دانشگاه تهران بود. او از چهره‌های ماندگار است.
- رضا نقشینه، متخصّص آسیب‌شناس دام‌پزشکی از آمریکا و استاد دانشگاه تهران بود.
- مهدی قلی نادعلیان، دارای رتبه استادی دانشگاه تهران در رشته دامپزشکی است. وی در سال ۱۳۸۴ به عنوان چهره ماندگار علمی کشور برگزیده شد.
- محمدرضا بابامخیر، پدر دامپزشکی ایران، دارای دکترای تخصّصی علوم زیستی از دانشگاه پاریس فرانسه و عضو پیوسته فرهنگستان علوم و استاد دانشگاه تهران بود.
- محمدرضا مخبر دزفولی، دبیر پیشین شورای عالی انقلاب فرهنگی، عضو هیئت علمی دانشگاه تهران و عضو پیوسته فرهنگستان علوم جمهوری اسلامی ایران است.
- حسن تاجبخش، استاد ممتاز دانشگاه تهران و عضو پیوستهٔ فرهنگستان علوم جمهوری اسلامی ایران و از برگزیدگان چهره‌های ماندگار است.
- سید حسین میرشمسی، از چهره‌های ماندگار، و دانشمندان معاصر ایران بود. او را «پدر واکسن ایران» می‌دانند.
- حسین ابوترابیان، مترجم اهل ایران است.
- محمد نظری، مجری مشهور صدا و سیما است.
- عباس شفیعی، رئیس بخش تحقیق و تولید واکسنهای ویروسی مصرف پزشکی مؤسسه تحقیقات واکسن و سرم‌سازی رازی از سال ۱۳۵۵ به مدت سی سال بود.